# Клімкі (Мазовецьке воєводство)
Клімкі (пол. Klimki) — село в Польщі, у гміні Кадзідло Остроленцького повіту Мазовецького воєводства.
Населення — 207 осіб (2011).
У 1975-1998 роках село належало до Остроленцького воєводства.

## Демографія
Демографічна структура станом на 31 березня 2011 року:
|          | Загалом | Допрацездатний вік | Працездатний вік | Постпрацездатний вік |
| -------- | ------- | ------------------ | ---------------- | -------------------- |
| Чоловіки | 107     | 34                 | 61               | 12                   |
| Жінки    | 100     | 25                 | 52               | 23                   |
| Разом    | 207     | 59                 | 113              | 35                   |